# Anna Katharine Green
Anna Katharine Green (Brooklyn, 11 novembre 1846 – Buffalo, 11 aprile 1935) è stata una scrittrice statunitense.
È stata una delle prime scrittrici di romanzi polizieschi in America, e per questo motivo viene ricordata come la "madre del genere poliziesco".

## Vita
Anna Katharine Green nacque l'11 novembre 1846 a Brooklyn, New York.
Era figlia di Katherine Ann Whitney, che morì dopo aver dato alla luce il quinto figlio, quando la Green aveva solo tre anni, e di James Wilson Green, un avvocato impiegato in uno studio legale di Manhattan. Dopo la morte della madre la famiglia si trasferì a Manhattan, dove qualche tempo dopo il padre si risposò con Grace Hollister. La matrigna, con la quale Anna Katharine ebbe un ottimo rapporto, la incoraggiò a seguire la strada del romanzo poliziesco, e per qualche tempo fu anche la sua unica confidente, dato che il padre non approvava l’idea che la figlia intraprendesse la carriera da romanziera. Anna Katharine Green studiò in alcune scuole pubbliche di Buffalo e nel 1864 fu ammessa al Ripley Female College di Poultney, in Vermont.
Fin da giovane Green nutrì l’ambizione di diventare poetessa. La sua poesia era per la maggior parte composta da versi romantici e d’avventura, alcuni dei quali vennero anche pubblicati. Per qualche tempo intrattenne una corrispondenza con Ralph Waldo Emerson che aveva conosciuto quando era al college. Dopo essersi resa conto che non sarebbe riuscita a raggiungere il successo come poetessa, la Green decise di dedicarsi alla stesura di un romanzo poliziesco. In un’intervista che rilasciò poco prima di morire, la scrittrice rivelò di essersi dedicata a tale genere con la speranza di raggiungere la notorietà che le avrebbe consentito poi di dedicarsi alla poesia. Nel 1878 il suo primo romanzo, Il Caso Leavenworth, fu pubblicato dall'editore G.H. Putnam. Il libro fu il successo dell’anno, vide moltissime ristampe e vendette complessivamente più di mezzo milione di copie. A seguito di questo grande successo la Green decise di proseguire con il genere poliziesco. Nella sua carriera, durata 45 anni, divenne una delle scrittrici più lette. Pubblicò 34 romanzi gialli, alcune collezioni di racconti brevi, un adattamento teatrale e delle poesie.
Il 25 novembre 1884, Green sposò l’attore Charles Rohlfs (1853-1936), di sette anni più giovane. La coppia si stabilì a Buffalo, New York. Su richiesta del padre della Green, Rolhfs abbandonò la carriera di attore e trovò lavoro come designer di cucine. Tuttavia per la gran parte fu Anna Katharine a sostenere finanziariamente la famiglia. Dopo qualche anno dal matrimonio, Rohlfs cercò, senza grande successo, di riprendere la sua carriera da attore. Nel 1891 si esibì in un adattamento teatrale del romanzo Il caso Leavenworth, scritto dalla moglie. Nel 1897 decise di aprire uno studio come realizzatore di mobili, e lei collaborò in alcune delle sue creazioni. Il nuovo lavoro portò a Rohlfs notorietà e alcune commesse illustri, tra cui un ordine per la reggia di Buckingham Palace. La coppia ebbe una figlia, Rosamund Rohlfs, nata nel 1885, e due figli maschi, Sterling e Roland Rohlfs, nati rispettivamente nel 1887 e nel 1892. Sia Rosamund che Sterling morirono piuttosto giovani, anni prima dei genitori.
La Green morì l'11 aprile 1935, a Buffalo, New York, all’età di 88 anni, a seguito di una malattia. È seppellita insieme al marito e ai figli nel Forest Lawn Cemetery di Buffalo.

## Opere
Anna Katharine Green viene riconosciuta come la pioniera del genere poliziesco negli Stati Uniti. Il suo romanzo d'esordio, Il caso Leavenworth, combina suspense, un intreccio studiato nei minimi dettagli e una perfetta tecnica stilistica. Green è la prima scrittrice che si concentra sull'aspetto prettamente investigativo del racconto più che su quello misterioso o avventuroso, facendo di questo romanzo un esempio per molti scrittori a venire e favorendo la pubblicazione di romanzi gialli negli Stati Uniti e in Inghilterra.
L'elemento che contribuì maggiormente al successo dei suoi romanzi fu la verosimiglianza del processo investigativo (descritto minuziosamente in tutte le sue fasi), dell'ambientazione e dei personaggi. Tra i personaggi ricorre la figura del detective Ebenezer Gryce, che con il suo aspetto da "ordinario cittadino americano" stregò il pubblico di tutte le età.
Anna Katharine Green è anche ricordata per aver dato vita alle prime figure di detective donna. Nei romanzi That Affair Next Door (1897), Lost Man's Lane (1898) e The Circular Study (1900), Green affianca all'ormai noto ispettore Gryce, Amelia Butterworth, una zitella di mezza età e detective amatoriale. Mrs. Butterworth,  intelligente, distinta e indiscreta, si affiancherà a un insofferente Gryce (rappresentante degli uomini che considerano l'investigazione una prerogativa maschile), a volte come aiutante, altre come avversaria, e contribuirà alla soluzione del caso, sfruttando il proprio ingegno e la propria posizione sociale che le permette di avere una diversa visione sui fatti e sulle persone che la circondano. Nella serie di racconti brevi A Difficult Problem and Other Stories (1900) Green introduce il personaggio di Violet Strange, una giovane indipendente, rappresentante della nuova generazione di donne, che nel tempo libero si dedica all'investigazione. 
Entrambe queste figure femminili sono degne di nota in quanto rappresentano una categoria di donne che hanno il coraggio di ribellarsi alle regole di comportamento che a quel tempo erano tenute ad osservare. L'introduzione di personaggi femminili nei romanzi coincide con una maturazione del pensiero della Green. L'autrice infatti diviene sempre più empatica nei confronti delle donne, specialmente quelle che vivono in condizioni difficili, come le donne abbandonate, quelle vittime di abusi o quelle intrappolate in matrimoni infelici. Tuttavia questa consapevolezza della questione sociale femminile non coincise mai con un impegno nella vita reale da parte dell'autrice. Al contrario invece, la Green non approvava l'operato delle contemporanee femministe e nel 1913 si oppose pubblicamente al suffragio femminile.

## Critica ed eredità
Il romanzo Il caso Leavenworth ottenne senza dubbio grande successo, ma fu anche oggetto di molte critiche. Il romanzo poliziesco era infatti considerato un genere tipicamente maschile, e il fatto che l'autrice di questo fortunato romanzo fosse una donna sollevò grande scalpore. Ad esempio, nello stesso anno della pubblicazione, l'assemblea legislativa della Pennsylvania si riunì per discutere sulla questione se l'autrice di questo romanzo avesse potuto veramente essere una donna.
Molti furono gli scrittori e le scrittrici che nel corso del tempo tesserono le lodi dell'autrice. Wilkie Collins elogiò la sua grande inventiva in una lettera all'editore Putnam; Arthur Conan Doyle, mentre si trovava a Buffalo, chiese di incontrarla per poterle "stringere la mano". Nella sua autobiografia, Agatha Christie la ricordò come fonte di ispirazione per i suoi personaggi. Tra i suoi lettori più affezionati figuravano uomini noti quali Stanley Baldwin e i presidenti statunitensi Theodore Roosevelt e Woodrow Wilson.
Per quanto riguarda la critica più moderna, non tutti gli studiosi sono concordi nel ritenerla la prima scrittrice donna di romanzi polizieschi. Nel 1866 fu infatti pubblicato il romanzo The Dead Letter, della scrittrice Seeley Regester (pseudonimo di Metta Victoria Fuller Victor), che alcuni considerano essere la vera prima scrittrice donna di questo genere. Tuttavia The Dead Letter, l'unico romanzo poliziesco dell'autrice, viene spesso escluso perché il detective protagonista è chiaroveggente, una caratteristica che non contribuisce a una resa verosimile dell'investigazione.
Anna Katharine Green viene generalmente considerata la prima scrittrice donna del genere poliziesco. Molti sono i meriti che le vengono riconosciuti: fu innanzitutto una grande innovatrice del genere poliziesco, la prima scrittrice a introdurre nei propri romanzi un personaggio seriale (l'ispettore Ebenezer Gryce) e la prima donna a dedicarsi interamente a questo genere. Inoltre viene ricordata anche per essere stata la prima donna a firmarsi con il proprio nome anziché usare uno pseudonimo, sfidando così la convinzione che le donne non avrebbero potuto avere successo in questo genere letterario, fino a quel momento dominato da scrittori uomini.

## Opere principali
Elenco sintetico delle opere di Anna Katharine Green, secondo l'ordine cronologico di pubblicazione, con i dati bibliografici relativi alle edizioni originali e alle più recenti traduzioni in lingua italiana.
- 1878, The Leavenworth Case, New York, G.P. Putnam's Sons
Il mistero delle due cugine, trad. Aldo Sorani, Collana I Libri Gialli n.4, Milano, Mondadori, 1929
Il mistero delle due cugine, trad. Franco Salvatorelli, Introduzione di Michele Slung, Collana I grandi del mistero, Mondadori, 1984
Il caso Leavenworth, trad. Margherita Zizi, Roma, Elliot, 2015, ISBN 88-69-931-06-4
- 1880, A Strange Disappearance, New York G.P. Putnam's Sons
Una strana scomparsa, Roma, Newton Compton Editori, 2013
- 1883, Hand and Ring, New York, G.P. Putnam's Sons
- 1883, XYZ, New York, G.P. Putnam's Sons
- 1888, Behind Closed Doors, London, G.P. Putnam's Sons
- 1890, A Matter of Millions, New York , R. Bonner's Sons
- 1895, The Doctor, His Wife and the Clock, West Chester, PA , Dercum Press
Il dottore, sua moglie e l'orologio, trad. Beniamino Vignola, Einaudi, 2023
- 1897, That Affair Next Door, New York, G.P. Putnam's Sons
- 1898, Lost Man's Lane, New York & London, G.P. Putnam's Sons
Il sentiero degli uomini perduti, Nero Press, 2017
La strada degli uomini perduti, trad. Marialuisa Ruggiero, ABEditore, 2022
- 1900, The Circular Study, New York, McClure, Phillips & Co
Lo studio circolare, Nero Press, 2014. ISBN 8898739214
- 1901, One Of My Sons, New York, G.P. Putnam's Sons
- 1903, The Filigree Ball, Indianapolis, Bobbs Merrill
La maledizione dei Moore, trad. Marialuisa Ruggiero, ABEditore, 2022
- 1905, The Millionaire Baby, Indianapolis, Bobbs Merrill
- 1905, The Amethyst Box, Indianapolis, Bobbs Merrill
- 1906, The Woman in the Alcove, Indianapolis, Bobbs Merrill
- 1906, The Chief Legatee, New York, Authors and Newspapers Association
- 1907, The Mayor's Wife, New York, Grosset & Dunlap
Il fantasma dal passato, Newton Compton Editori, 2014
- 1910, The House of the Whispering Pines, New York, G.P. Putnam's Sons
La casa dei pini fruscianti, New Compton Editori, 2013
- 1911, Initials Only, New York, Dodd, Mead & Co
Due iniziali soltanto, Newton Compton Editori, 2013
- 1914, Dark Hollow, New York, Dodd Mead & Co
- 1915, The Golden Slipper and Other Problems for Violet Strange, New York, G.P. Putnam's Sons
- 1917, The Mystery of the Hasty Arrow, New York, Dodd, Mead & Co
- 1923, The Step on the Stair, New York, Dodd, Mead & Co
Un sinistro passo sulle scale, Newton Compton Editori, 2013

## Filmografia
Alcune opere di Anna Katharine Green vennero adattate per lo schermo già dal 1915
- The Millionaire Baby, regia di Lawrence Marston e (non accreditato) Thomas N. Heffron (1915)
- A Strange Disappearance
- Graft (film 1915)|Graft, regia di George Lessey e Richard Stanton (1915)
- Who Is Number One?
- His Wife's Husband (film 1922), regia di Kenneth S. Webb (1922)
- The Leavenworth Case (1923)
- Il segreto di Joko (The Leavenworth Case), (1936)